# Угу Алмейда
У́гу Алме́йда (порт. Hugo Almeida; нар. 23 травня 1984, Фігейра-да-Фош) — португальський футболіст, нападник

## Клубна кар'єра
Вихованець юнацьких команд футбольних клубів «Навал» та «Порту».
У дорослому футболі дебютував 2002 року виступами на умовах оренди за команду клубу «Уніан Лейрія», в якій провів один сезон, взявши участь у 13 матчах чемпіонату.

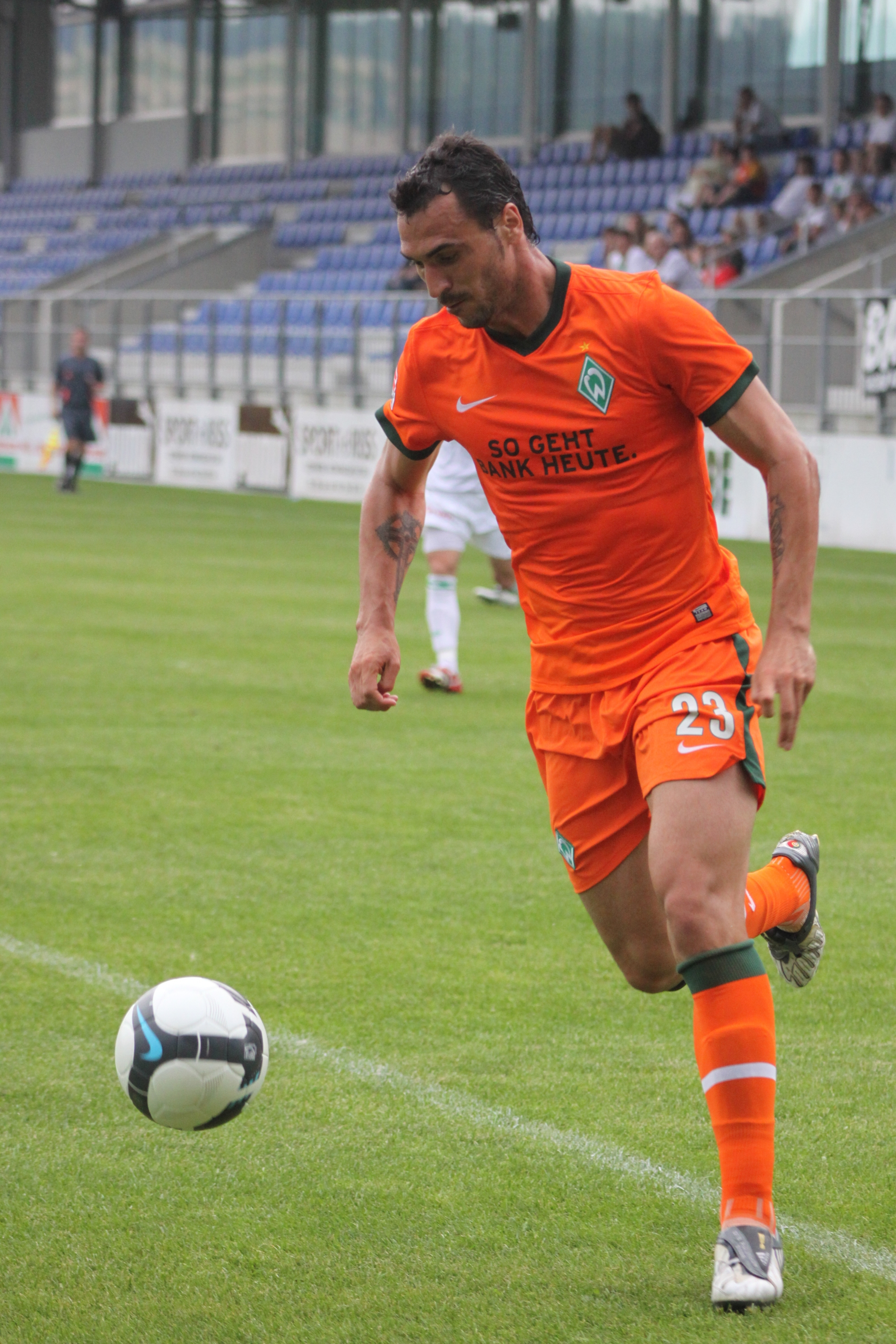
Угу Алмейда під час виступів за «Вердер». 15 липня 2009 року

2003 року повернувся до «Порту», однак пробитися до основного складу команди молодий нападник не зміг і 2004 року його було знову відправлено в оренду до «Уніан Лейрія». Частину 2005 року Алмейда також на умовах оренди провів у складі команди клубу «Боавішта».
Повернувшись 2005 року з чергової оренди до «Порту», нападник нарешті почав на постійній основі залучатися до стартового складу цієї команди.
Своєю грою за «Порту» привернув увагу представників тренерського штабу німецького клубу «Вердер», до складу якого приєднався 2006 року. Відіграв за бременський клуб наступні чотири сезони своєї ігрової кар'єри. Більшість часу, проведеного у складі «Вердера», був основним гравцем атакувальної ланки команди. У складі «Вердера» був одним з головних бомбардирів команди, маючи середню результативність на рівні 0,35 голу за гру першості. За цей час додав до переліку своїх трофеїв, завойованих у складі «Порту», титул володаря Кубка Німеччини.
До складу турецького «Бешикташа» приєднався 24 грудня 2010 року. За три з половиною роки встиг відіграти за стамбульську команду 88 матчів в національному чемпіонаті, після чого влітку 2014 року покинув «Бешикташ».
У жовтні 2014 року на правах вільного агента підписав контракт з італійською «Чезеною».

## Виступи за збірні
Протягом 2004—2007 років залучався до складу молодіжної збірної Португалії. На молодіжному рівні зіграв у 27 офіційних матчах, забив 16 голів.
2004 року дебютував в офіційних матчах у складі національної збірної Португалії. Наразі провів у формі головної команди країни 52 матчів, забивши 17 голів.
У складі збірної був учасником чемпіонату Європи 2008 року в Австрії та Швейцарії та 2012 року в Україні та Польщі. Крім того грав на двох чемпіонатах світу — 2010 року у ПАР та 2014 року у Бразилії.

## Титули і досягнення
- Чемпіон Португалії (2):

«Порту»: 2003–04, 2005–06
- Володар Суперкубка Португалії (2):

«Порту»: 2003, 2004
- Володар Кубка Португалії (2):

«Порту»: 2002–03, 2005–06
- Володар Кубка Німеччини (1):

«Вердер»: 2008–09
- Переможець Ліги чемпіонів УЄФА (1):

«Порту»: 2003–04
- Володар Міжконтинентального кубка (1):

«Порту»: 2004
- Володар Кубка Туреччини (1):

«Бешікташ»: 2010–11